# Posso (Boussou)
Pour les articles homonymes, voir Posso.
Posso est une commune rurale située dans le département de Boussou de la province du Zondoma dans la région Nord au Burkina Faso.

## Géographie
Posso se trouve à environ 15 km au nord-ouest de Boussou, le chef-lieu du département, à 3 km à l'ouest de Bangassé et à 35 km au sud-ouest de Gourcy et de la route nationale 2.

## Santé et éducation
Depuis le milieu des années 2010, Posso accueille un centre de santé et de promotion sociale (CSPS) tandis que le centre médical se trouve à Gourcy.
Le plus proche des trois collèges d'enseignement général (CEG) du département est celui ouvert en 2014 à Kiripalogo tandis que le lycée départemental, créé en 1996, se trouve Boussou.